# Red Deporte y Cooperación
Red Deporte y Cooperación es una organización no gubernamental, ONG de cooperación internacional para el desarrollo, establecida en Madrid, España. Los orígenes de esta organización se remontan al año 1999 en Zambia, de la mano de Carlos de Cárcer, director y fundador.  

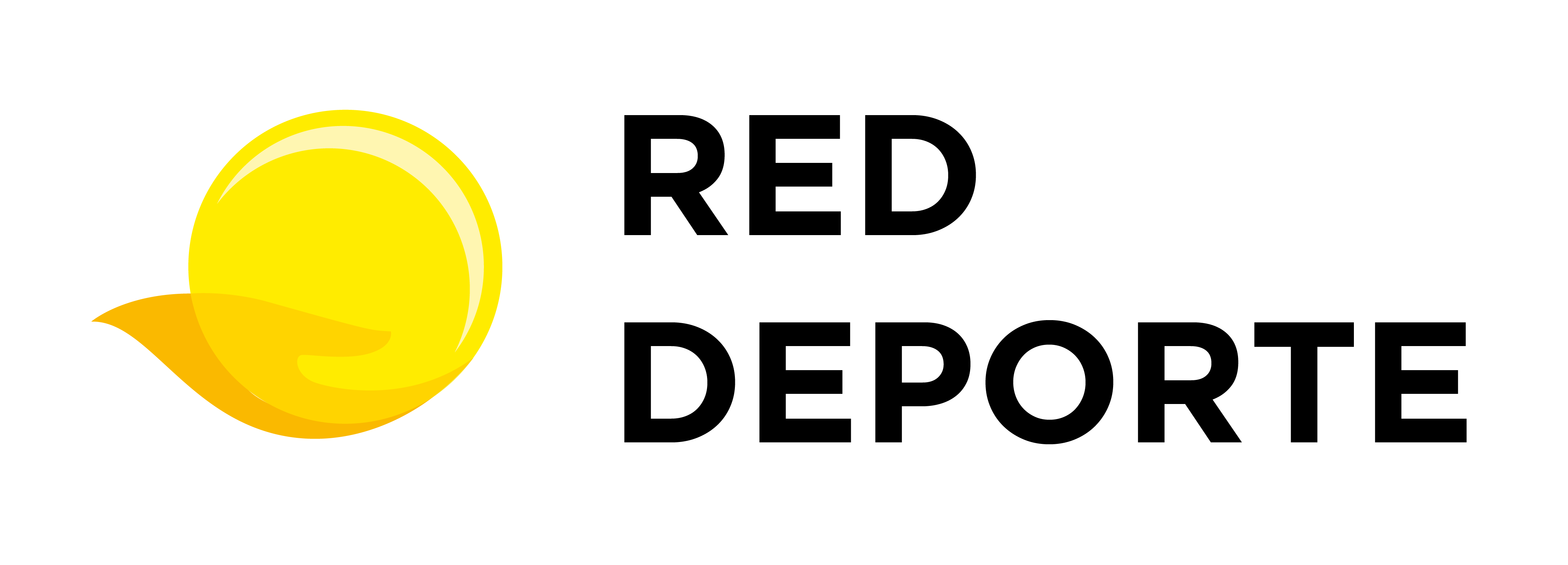

La tarea principal de esta organización ha consistido en mejorar las condiciones de vida de niños, niñas y jóvenes en situación vulnerabilidad en Europa, África, América del Sur y el Caribe. Red Deporte y Cooperación trabaja promoviendo la educación, la salud y la integración utilizando el deporte como herramienta fundamental para apoyar al desarrollo de la infancia y juventud en situación de pobreza.  
El deporte es la seña de identidad de la organización y se comprende como una actividad lúdica, motora y deportiva en todas sus formas, puesto que desarrolla un papel de gran importancia en el campo educativo y favorece el desarrollo en las comunidades donde trabaja. Desde la sede central de Madrid se dirigen las campañas de sensibilización, de captación de fondos, y se diseñan los proyectos internacionales de la organización.
Los proyectos que lleva a cabo consisten, entre otros, en la construcción y/o renovación de centros educativos y deportivos cuyo objetivo es dotar a las comunidades de óptimas instalaciones para que disfruten de un sano ocio en su tiempo libre; también apoya la formación profesional de monitores deportivos para que sean los mejores líderes en sus comunidades, debido a que no sólo les apoya en adquirir conocimientos para una adecuada preparación física, sino que también les promueve a que brinden un apoyo integral (habilidades cognitivas, sicológicas y resilientes) a los jóvenes deportistas que están bajo su cargo. Red Deporte y Cooperación colabora en la prevención de VIH y malaria a través de charlas y manuales de educación y salud, también apoya la formación de personal sanitario para atender a personas con estas y otras enfermedades en clínicas comunitarias y realiza actividades de extensión de salud a las comunidades más aisladas. 

## Objetivos
El deporte ayuda a cumplir sueños y aspiraciones de niños, niñas y jóvenes con menos oportunidades, es por esta razón, que Red Deporte y Cooperación cree en la ilusión, la motivación, la capacidad de esfuerzo y perseverancia son factores determinantes para el desarrollo de la juventud, la paz y la prosperidad. Las iniciativas se centran en igualdad de género, desarrollo personal y académico y salud (prevención de VIH/sida, sensibilización contra el consumo de alcohol y drogas). El objetivo central es generar las condiciones de desarrollo social y personal digno para las comunidades vulnerables.

## Historia
Red Deporte y Cooperación nace siendo una ONG pionera en el ámbito del deporte para el desarrollo y la paz a nivel internacional. La semilla de esta organización fue puesta en una escuela para 550 estudiantes en uno de los barrios más pobres de Lusaka, la capital de Zambia en el año 1999. En aquella escuela, cuyas aulas consistían en pequeñas chozas circulares, había un extenso terreno vacío y perfectamente apto para albergar unas instalaciones deportivas. Se propuso a la dirección del centro limpiar ese terreno y prepararlo para acoger dichas instalaciones con el propósito de que niños y niñas tuvieran un terreno deportivo para su esparcimiento y diversión. La dirección del centro dio su visto bueno, y así fue como se puso manos a la obra y se construyó, con la mayor ilusión, lo que con el tiempo significaría uno de los proyectos fundacionales de esta organización, que, además, gracias a la colaboración de tantas personas anónimas a lo largo del tiempo, ha logrado ramificarse a otros países y traer consigo esperanzas e ilusiones y sonrisas a quienes más lo necesitan.
En 1999 queda registrada la entidad en España y se comienza a llevar a cabo los primeros programas de cooperación al desarrollo en Sierra Leona y Nicaragua. Progresivamente fueron incorporándose profesionales de la cooperación internacional al desarrollo, deporte y educación, entre otros. 
En 2002 se comienza a potenciar la labor de sensibilización en España y en 2004 a trabajar en programas de integración e interculturalidad. En 2003 comienza otro trabajo en Estados Unidos, mediante el registro y obtención del status 501(c).
Entre los proyectos destacados por Red Deporte y Cooperación destacan:
En República Democrática del Congo existe una gran cantidad de huérfanos cuyos padres han fallecido víctimas de VIH, a esta dura situación se suma lo complejo que es para estos niños y niñas recibir una educación adecuada, Red Deporte y Cooperación, con el apoyo de los Salesianos de Don Bosco, han construido instalaciones necesarias para que estos niños y niñas tengan un lugar seguro donde estudiar, practicar deporte e integrarse plenamente a su comunidad. 
Red Deporte contribuyó en la construcción de una cancha de baloncesto, un campo de fútbol y otras instalaciones deportivas en Zambia, entre otros edificios con fines educativos. Estas instalaciones sirven de ayuda para que niños y niñas vulnerables de países destrozados por las guerras puedan, por fin, encontrar un lugar seguro donde desarrollar sus capacidades.
En Camerún se implementó un proyecto para contribuir a la mejora de la calidad de vida de refugiados de República Centroafricana, para ello, se construyeron instalaciones deportivas y se organizaron diversas actividades recreativas con el fin de fomentar su integración en las comunidades de acogida.
Entre sus actividades de sensibilización, Red Deporte y Cooperación organizó una conferencia en Madrid Racismo, discriminación y diversidad en el fútbol, el 25 de octubre de 2013. En la conferencia participaron diversos expertos en la materia, entre los que se destaca el exfutbolista inglés Paul Elliott.
Hasta la fecha, Red Deporte y Cooperación ha apoyado a miles de niños, niñas y jóvenes de los cuatro continentes. Gracias al apoyo de muchas personas e instituciones, Red Deporte ha hecho en estos años una significativa contribución a potenciar el deporte como instrumento de cambio social en más de 20 países. Desde esta organización se posee la clara perspectiva de cara hacia el futuro de que las mejores páginas del libro están aún por escribirse.